# Anton Kaindl
Anton Kaindl, född 14 juli 1902 i München, död 31 augusti 1948 i Vorkuta, var en tysk SS-Standartenführer och kommendant för koncentrationslägret Sachsenhausen från september 1942 till april 1945.

## Biografi
Kaindl var yrkesmilitär från 1920 tills han inträdde i Schutzstaffel (SS) 1935. Kaindl fick i uppgift att inspektera koncentrationslägren och hade ansvaret för fångarnas kläder. Den 1 september 1942 utnämndes han av Reichsführer-SS Heinrich Himmler till kommendant för koncentrationslägret Sachsenhausen och efterträdde därmed Hans Loritz.
Den 19 april 1945 varskodde Kaindl Internationella Röda Korset om att han ämnade evakuera Sachsenhausen. Två dagar senare lämnade han lägret med sin stab och drygt 30 000 interner. Under marschen sköts de fångar som inte orkade fortsätta. Kaindl tog sig till den brittiska zonen där han greps. Efter att initialt ha tillbakavisat alla anklagelser erkände han och avgav en detaljerad redogörelse.
I oktober 1947 ställdes Kaindl och femton andra misstänkta krigsförbrytare inför rätta vid Sachsenhausenrättegången, som hölls inför en sovjetisk militärdomstol i Berlin-Pankow. Kaindl dömdes till livstids straffarbete och fördes till Gulag Vorkuta. Han avled där 1948.

## Befordringshistorik
| Anton Kaindls befordringshistorik inom | Anton Kaindls befordringshistorik inom |
| Datum                                  | Tjänstegrad                            |
| -------------------------------------- | -------------------------------------- |
| 1 juli 1935                            | Untersturmführer                       |
| 20 april 1936                          | Obersturmführer                        |
| 30 januari 1938                        | Sturmbannführer                        |
| 30 januari 1939                        | Obersturmbannführer                    |
| 30 januari 1943                        | Standartenführer                       |